# Gabriele Debbia
Gabriele Debbia (Sassuolo, 20 gennaio 1968) è un pilota motociclistico italiano.

## Carriera
Nel 1988 ottiene due piazzamenti a podio e chiude sesto nel Campionato Europeo Velocità Classe 125.
Nel 1989 vince il campionato Europeo Velocità della classe 125, lo stesso anno effettua anche il suo debutto nel motomondiale nella medesima classe al gran premio d'Olanda in sella a un'Aprilia, dove si classifica 13º conquistando così i suoi primi punti iridati. A partire dalla stagione successiva diventa titolare nel mondiale. Il 1991 è il suo miglior anno poiché si classifica quarto in campionato e ottiene il suo primo podio nel motomondiale grazie al terzo posto conquistato nel gran premio di Cecoslovacchia. L'anno seguente ottiene il suo secondo podio iridato con il secondo posto al gran premio d'Europa. Nel 1993 corre l'inizio della stagione nella classe 250, per poi correre due gran premi sia in 250 che in 125 e poi tornare in 125. Dopo la stagione 1997 lascia il motomondiale.
Nel 2003 disputa la seconda gara al Mugello nella classe 125 del Campionato Italiano Velocità. In sella ad una Honda, chiude l'evento al nono posto. I punti così ottenuti gli consentono di chiudere al ventunesimo posto in classifica.

## Risultati nel motomondiale
| 1989 | Classe | Moto    |  |  |    |  |  |  |  |    |    |  |  |  |  |  |    | Punti | Pos. |
| ---- | ------ | ------- |  |  | -- |  |  |  |  | -- | -- |  |  |  |  |  | -- | ----- | ---- |
| 1989 | 125    | Aprilia |  |  | NE |  |  |  |  | NE | 13 |  |  |  |  |  | NE | 3     | 39º  |

| 1990 | Classe | Moto    |  |    |    |    |    |   |     |   |    |    |     |    |   |   |    | Punti | Pos. |
| ---- | ------ | ------- |  | -- | -- | -- | -- | - | --- | - | -- | -- | --- | -- | - | - | -- | ----- | ---- |
| 1990 | 125    | Aprilia |  | NE | NP | 12 | 15 | 9 | Rit | 4 | 15 | 11 | Rit | 12 | 4 | 9 | 17 | 55    | 12º  |

| 1991 | Classe | Moto    |    |     |    |   |   |   |    |    |   |   |   |   |   |    |   | Punti | Pos. |
| ---- | ------ | ------- | -- | --- | -- | - | - | - | -- | -- | - | - | - | - | - | -- | - | ----- | ---- |
| 1991 | 125    | Aprilia | 11 | Rit | NE | 4 | 8 | 4 | 21 | 18 | 6 | 4 | 4 | 6 | 3 | NE | 5 | 111   | 4º   |

| 1992 | Classe | Moto  |     |    |   |   |   |   |   |   |   |    |    |    |    |  |  | Punti | Pos. |
| ---- | ------ | ----- | --- | -- | - | - | - | - | - | - | - | -- | -- | -- | -- |  |  | ----- | ---- |
| 1992 | 125    | Honda | Rit | 10 | 7 | 6 | 7 | 2 | 4 | 4 | 5 | 14 | 14 | 11 | 13 |  |  | 58    | 8º   |

| 1993 | Classe | Moto  |    |     |    |    |    |    |  |  |  |  |  |  |  |  |  | Punti | Pos. |
| ---- | ------ | ----- | -- | --- | -- | -- | -- | -- |  |  |  |  |  |  |  |  |  | ----- | ---- |
| 1993 | 250    | Honda | 23 | Rit | 25 | 20 | 22 | 20 |  |  |  |  |  |  |  |  |  | 0     |      |

| 1993 | Classe | Moto  |  |  |  |  |    |    |     |    |    |     |    |    |     |     |  | Punti | Pos. |
| ---- | ------ | ----- |  |  |  |  | -- | -- | --- | -- | -- | --- | -- | -- | --- | --- |  | ----- | ---- |
| 1993 | 125    | Honda |  |  |  |  | 13 | 19 | Rit | 20 | 24 | Rit | 12 | 19 | Rit | Rit |  | 7     | 29º  |

| 1994 | Classe | Moto            |    |     |    |    |    |     |    |    |    |    |  |    |     |     |  | Punti | Pos. |
| ---- | ------ | --------------- | -- | --- | -- | -- | -- | --- | -- | -- | -- | -- |  | -- | --- | --- |  | ----- | ---- |
| 1994 | 125    | Aprilia e Honda | 13 | Rit | 21 | 18 | 20 | Rit | 10 | 19 | 19 | 14 |  | 20 | Rit | Rit |  | 11    | 24º  |

| 1995 | Classe | Moto   |     |   |    |    |     |    |    |    |    |     |     |    |    |  |  | Punti | Pos. |
| ---- | ------ | ------ | --- | - | -- | -- | --- | -- | -- | -- | -- | --- | --- | -- | -- |  |  | ----- | ---- |
| 1995 | 125    | Yamaha | Rit | 9 | 21 | 26 | Rit | 19 | 18 | 15 | 13 | Rit | Rit | 18 | 17 |  |  | 7,5   | 27º  |

| 1996 | Classe | Moto   |     |     |     |    |    |    |    |     |    |     |    |    |    |    |    | Punti | Pos. |
| ---- | ------ | ------ | --- | --- | --- | -- | -- | -- | -- | --- | -- | --- | -- | -- | -- | -- | -- | ----- | ---- |
| 1996 | 125    | Yamaha | Rit | Rit | Rit | 23 | 21 | 18 | 15 | Rit | 16 | Rit | 23 | 21 | 15 | 19 | 17 | 2     | 31º  |

| 1997 | Classe | Moto   |  |  |  |  |  |  |  |     |  |  |  |  |  |  |  | Punti | Pos. |
| ---- | ------ | ------ |  |  |  |  |  |  |  | --- |  |  |  |  |  |  |  | ----- | ---- |
| 1997 | 125    | Yamaha |  |  |  |  |  |  |  | Rit |  |  |  |  |  |  |  | 0     |      |

| Legenda | 1º posto        | 2º posto            | 3º posto            | A punti      | Senza punti        | Grassetto – Pole position Corsivo – Giro più veloce |
| Legenda | Gara non valida | Non qual./Non part. | Ritirato/Non class. | Squalificato | '-' Dato non disp. | Grassetto – Pole position Corsivo – Giro più veloce |